# پلی‌گودیال
پلی‌گودیال (به انگلیسی: Polygodial) با فرمول شیمیایی C۱۵H۲۲O۲ یک ترکیب شیمیایی با شناسه پاب‌کم ۷۲۵۰۳ است. که جرم مولی آن ۲۳۴٫۳۳۳۹۸ g/mol می‌باشد. 